# Maria Immaculata (Einmuß)

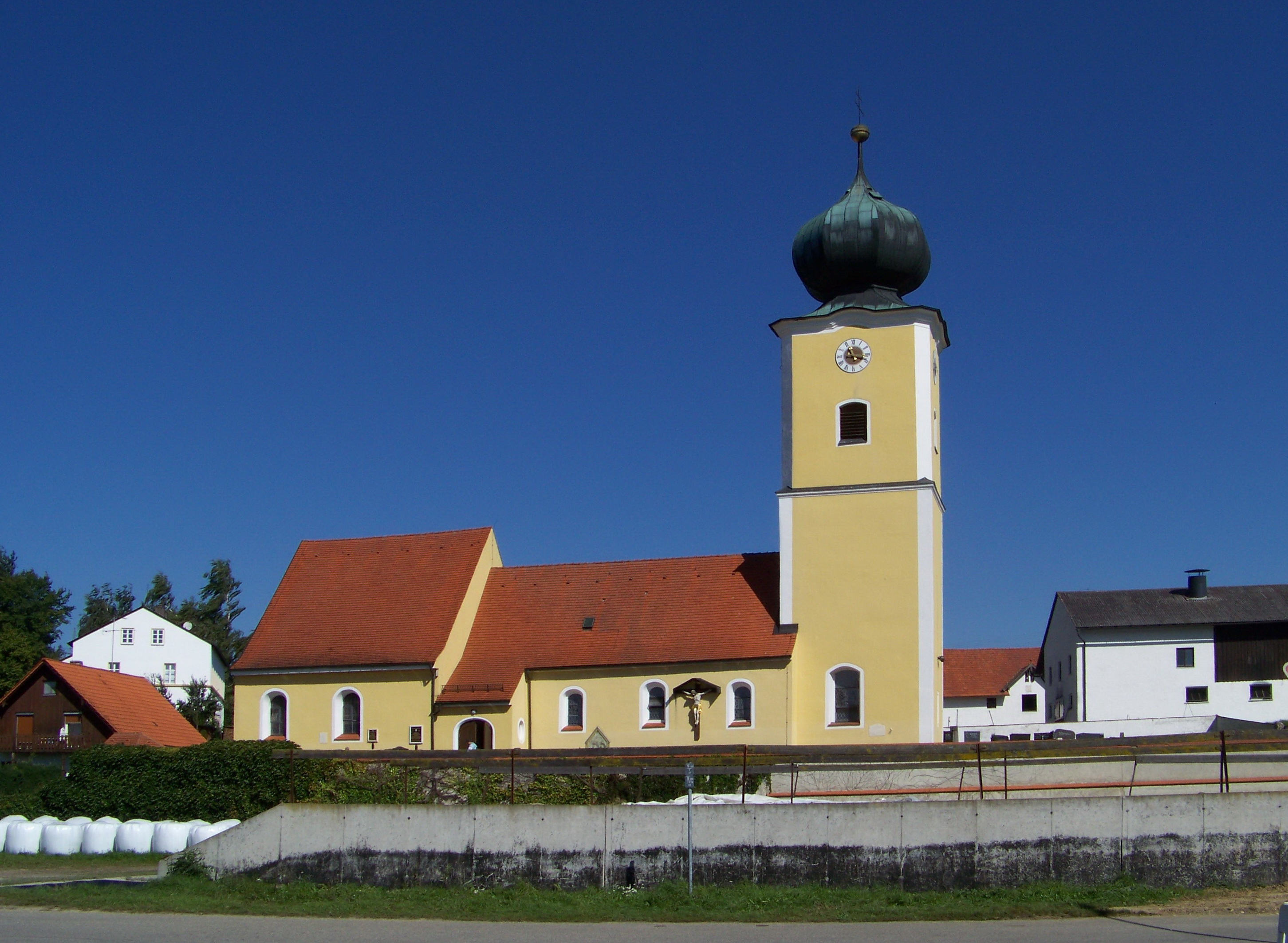
Expositurkirche Maria Immaculata

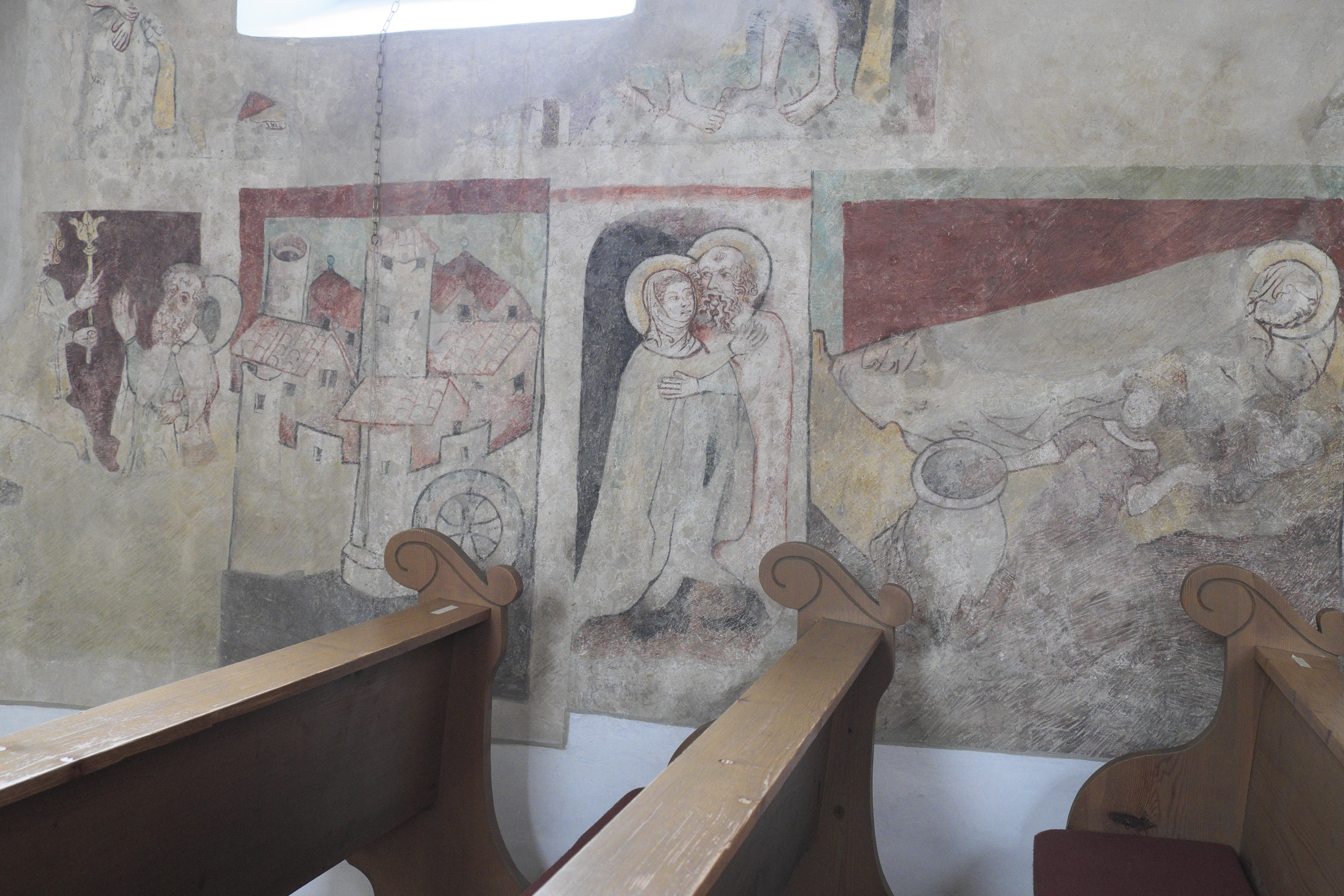
Wandmalereien im Langhaus

Die katholische Kirche Maria Immaculata in Einmuß, einem Gemeindeteil der Gemeinde Saal an der Donau im niederbayerischen Landkreis Kelheim, ist eine gotische Chorturmkirche, die in späterer Zeit verändert und vergrößert wurde. Im Jahr 1966 wurden in der Kirche Fresken aus dem frühen 15. Jahrhundert freigelegt. Die Kirche ist der Unbefleckten Empfängnis Mariens geweiht und eine Expositur der Pfarrei Saal. Die Kirche gehört zu den geschützten Baudenkmälern in Bayern.

## Geschichte
Der Ort Einmuß wird im 11. Jahrhundert erstmals als Hofmark Ainmusse erwähnt. Die Chorturmkirche wurde im späten 13. oder frühen 14. Jahrhundert errichtet. In barocker Zeit wurde sie verändert und im 19. Jahrhundert vergrößert. In den Jahren 1921/22 wurde die Kirche nach Plänen des Münchner Architekten Theodor Mayer nach Westen erweitert. 

## Architektur

### Außenbau

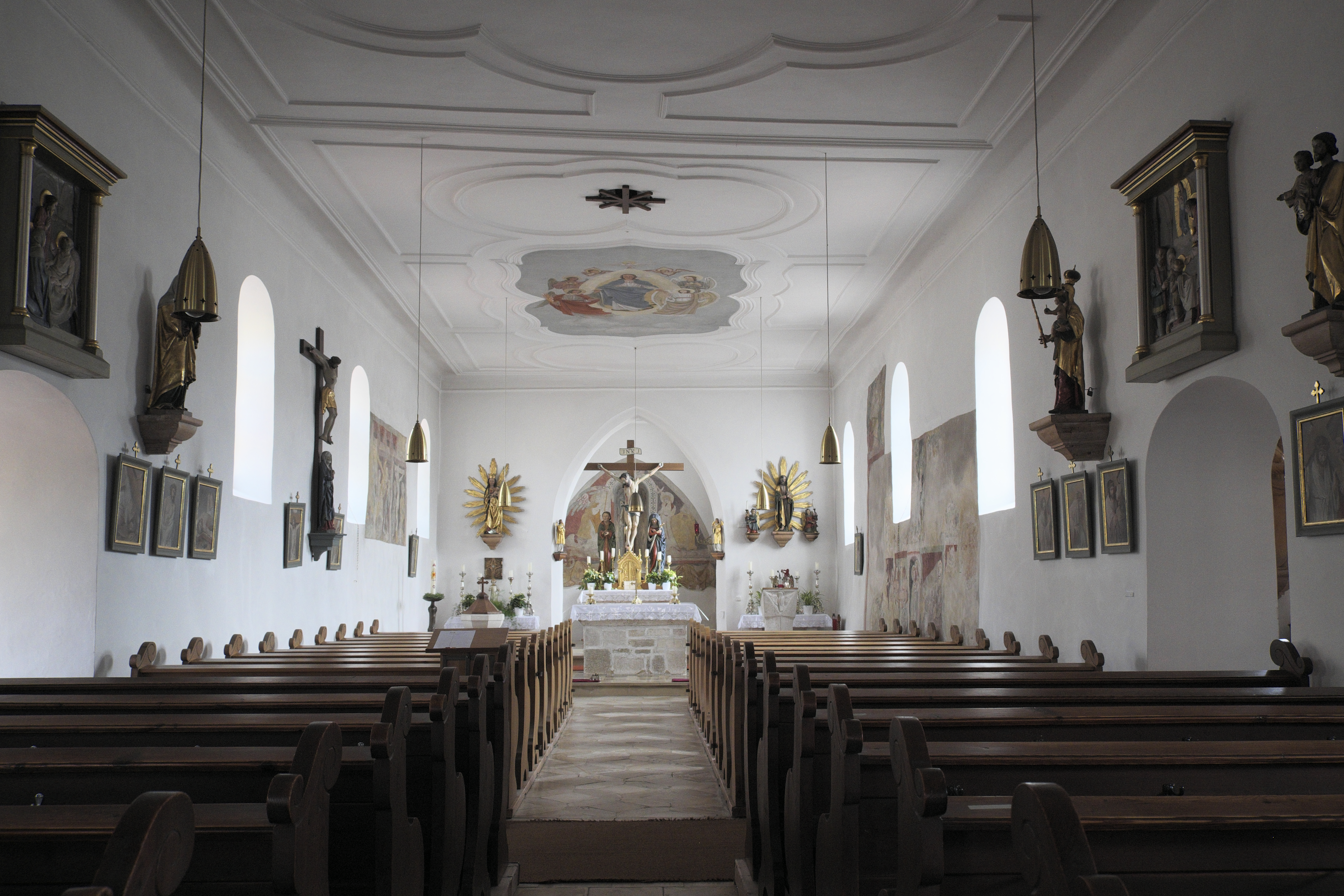
Innenansicht

Der noch aus dem Mittelalter stammende, quadratische Chorturm nimmt fast die gesamte Breite des Langhauses ein. Das Obergeschoss ist durch ein Gesims abgesetzt und wird von einer geschnürten Zwiebelhaube bekrönt, die in spätbarocker Zeit aufgesetzt wurde.
Der im 20. Jahrhundert angefügte Verlängerungsbau des Kirchenschiffs ist deutlich höher und wird von größeren Rundbogenfenstern durchbrochen als das alte Langhaus. Wie dieses wird er von einem Satteldach gedeckt.

### Innenraum
Der Innenraum besteht aus einem einschiffigen, flachgedeckten Langhaus und einem eingezogenen Chor, zu dem ein weiter, spitzer Chorbogen führt. Das ursprüngliche Gewölbe wurde in barocker Zeit durch eine Flachdecke ersetzt.
Den westlichen Abschluss des Langhauses bildet eine tiefe Empore mit schlichter Brüstung, die von vier Holzpfosten getragen wird und zu der eine hölzerne Treppe führt.

## Wandmalereien
Im Jahr 1966 wurden im Chor und im Langhaus Fresken freigelegt, die in das frühe 15. Jahrhundert datiert werden. Die Wandmalereien im Langhaus stellen den Sündenfall von Adam und Eva, die Begegnung Annas und Joachims an der Goldenen Pforte, die Erwählung Josefs zum Gemahl Marias, sowie die Kreuztragung, die Kreuzigung Christi und weitere Szenen dar. 
Auf den Fresken im Chor sind an der Nordseite die Anbetung der Heiligen Drei Könige, an der Ostseite die Verkündigung und an der Südseite die Geburt Christi dargestellt.

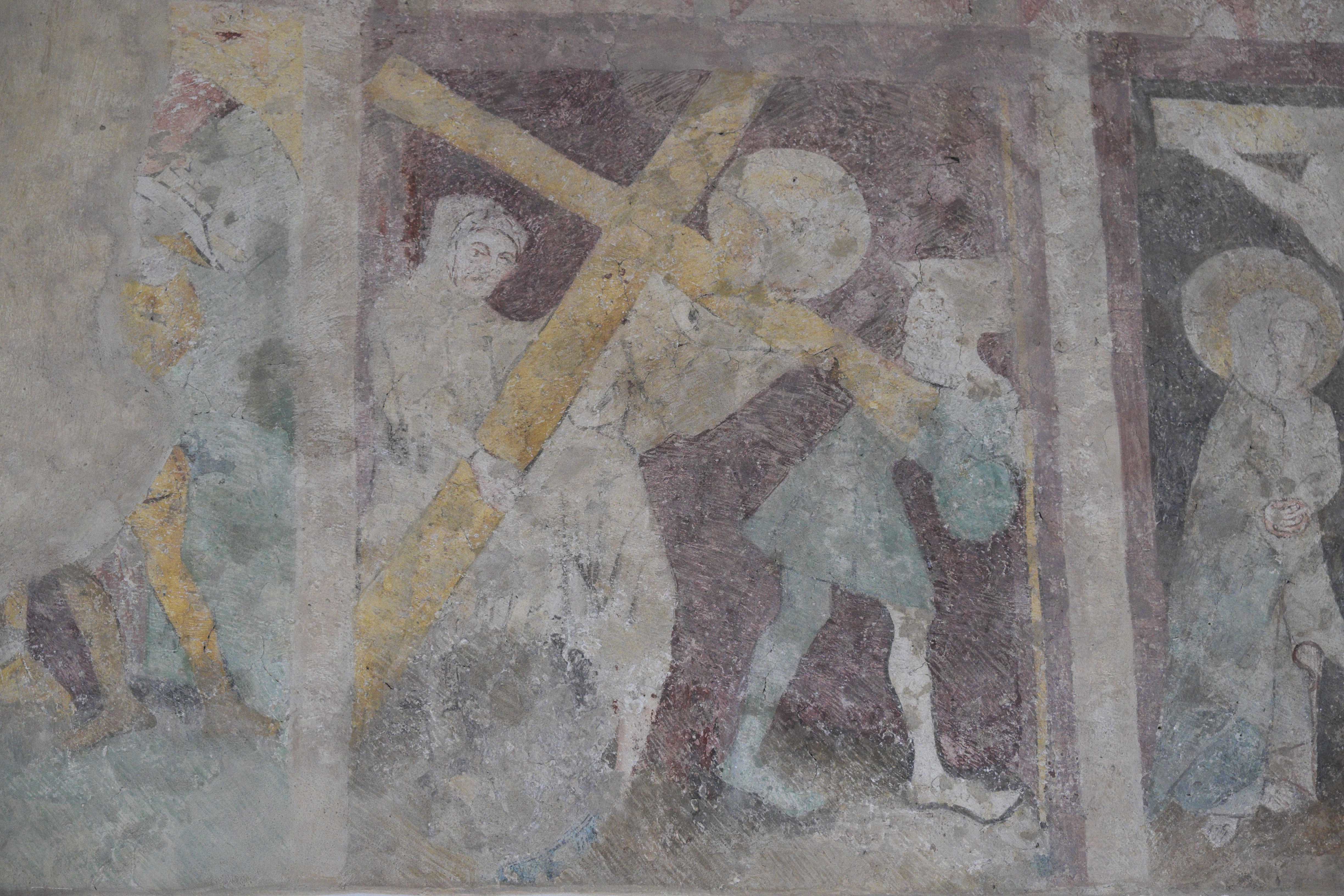
Kreuztragung
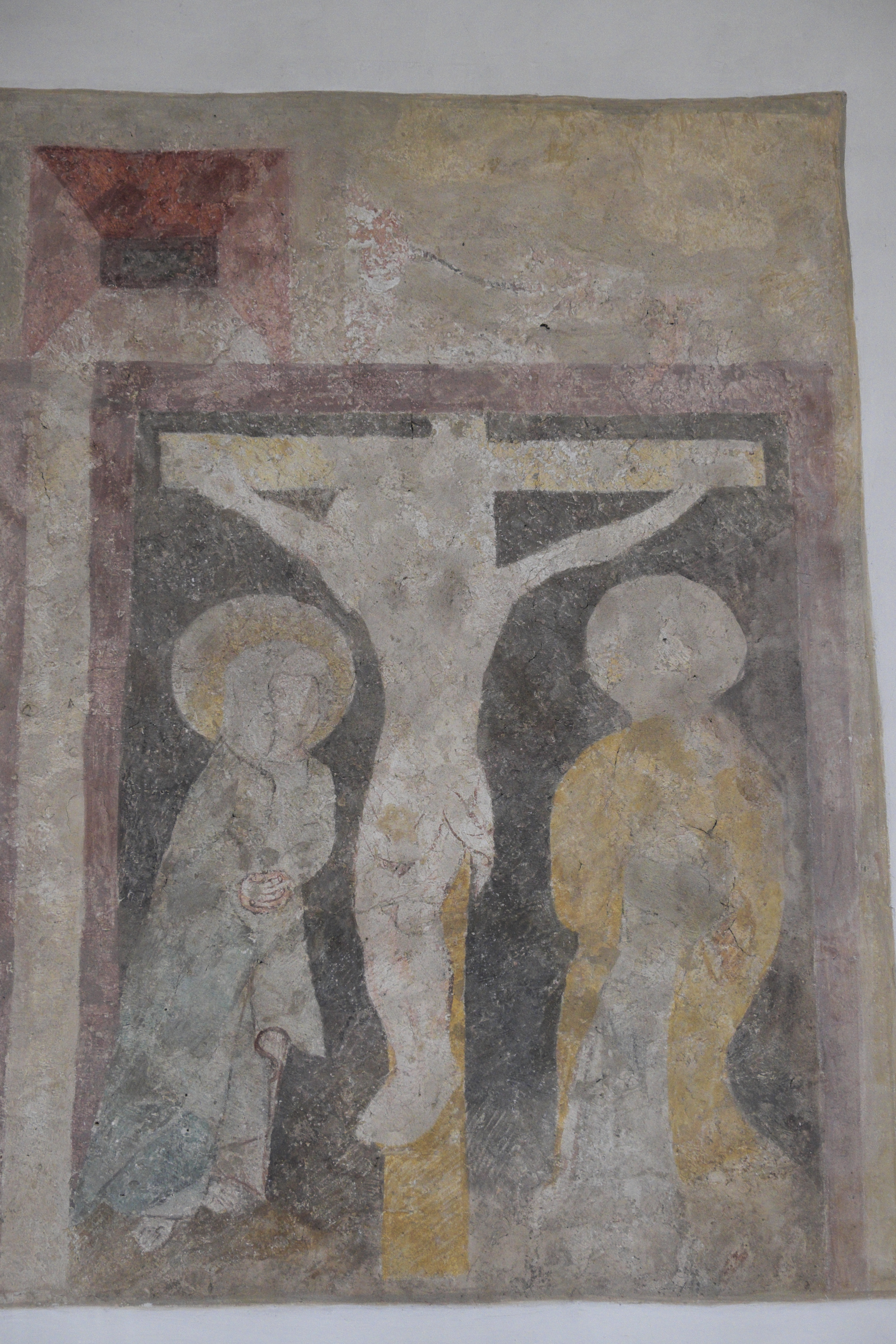
Kreuzigung
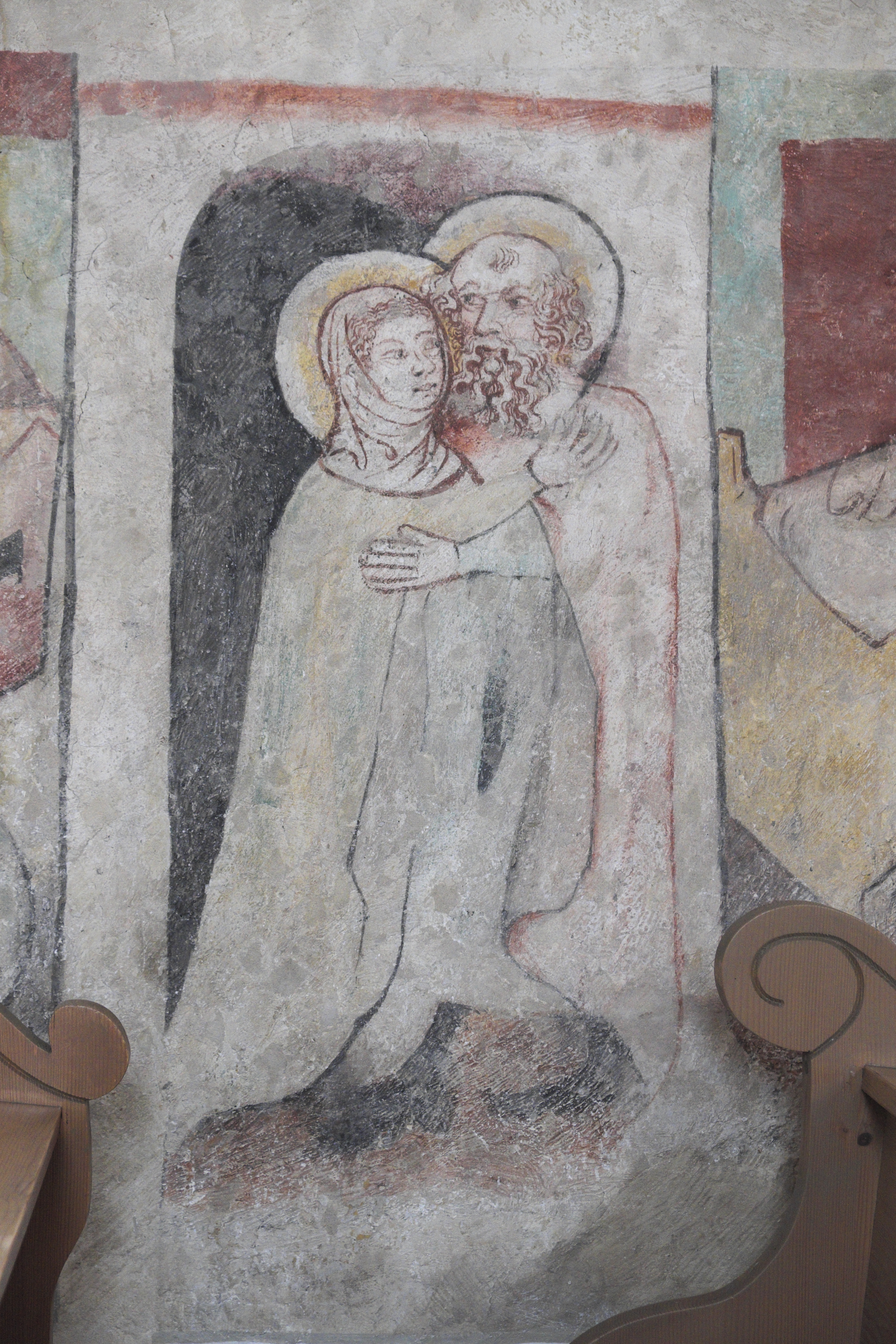
Begegnung an der Goldene Pforte
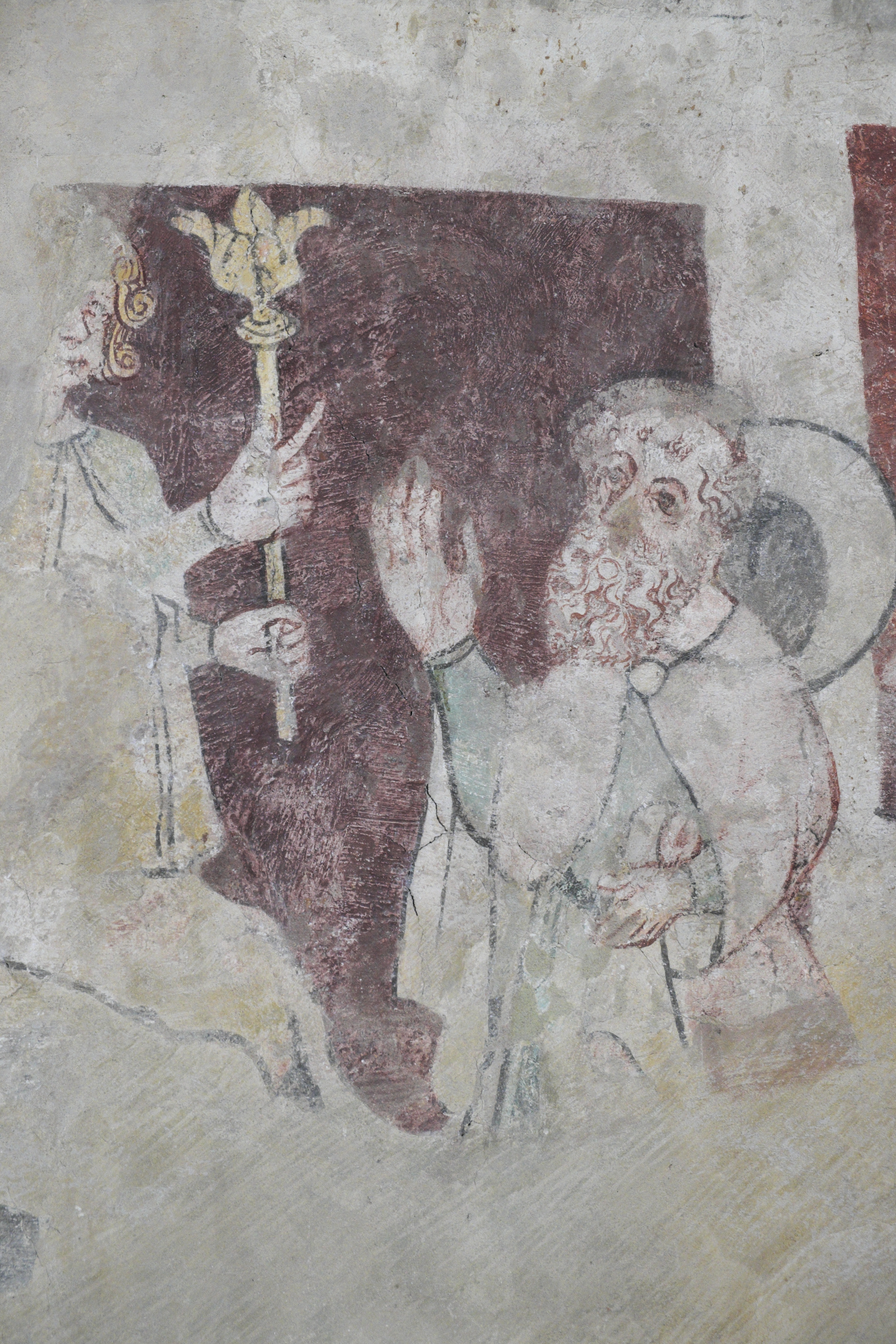
Erwählung Josefs

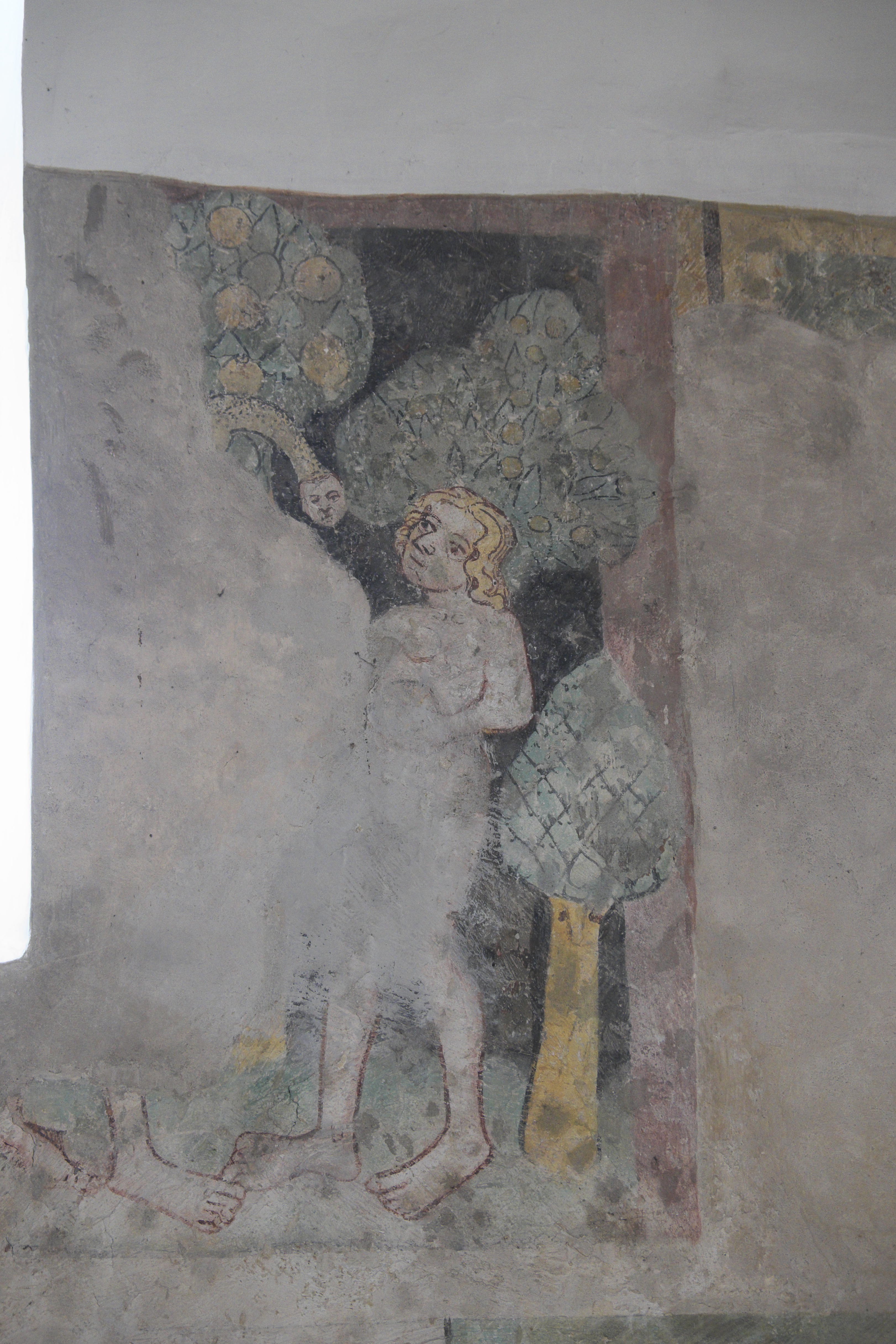
Sündenfall
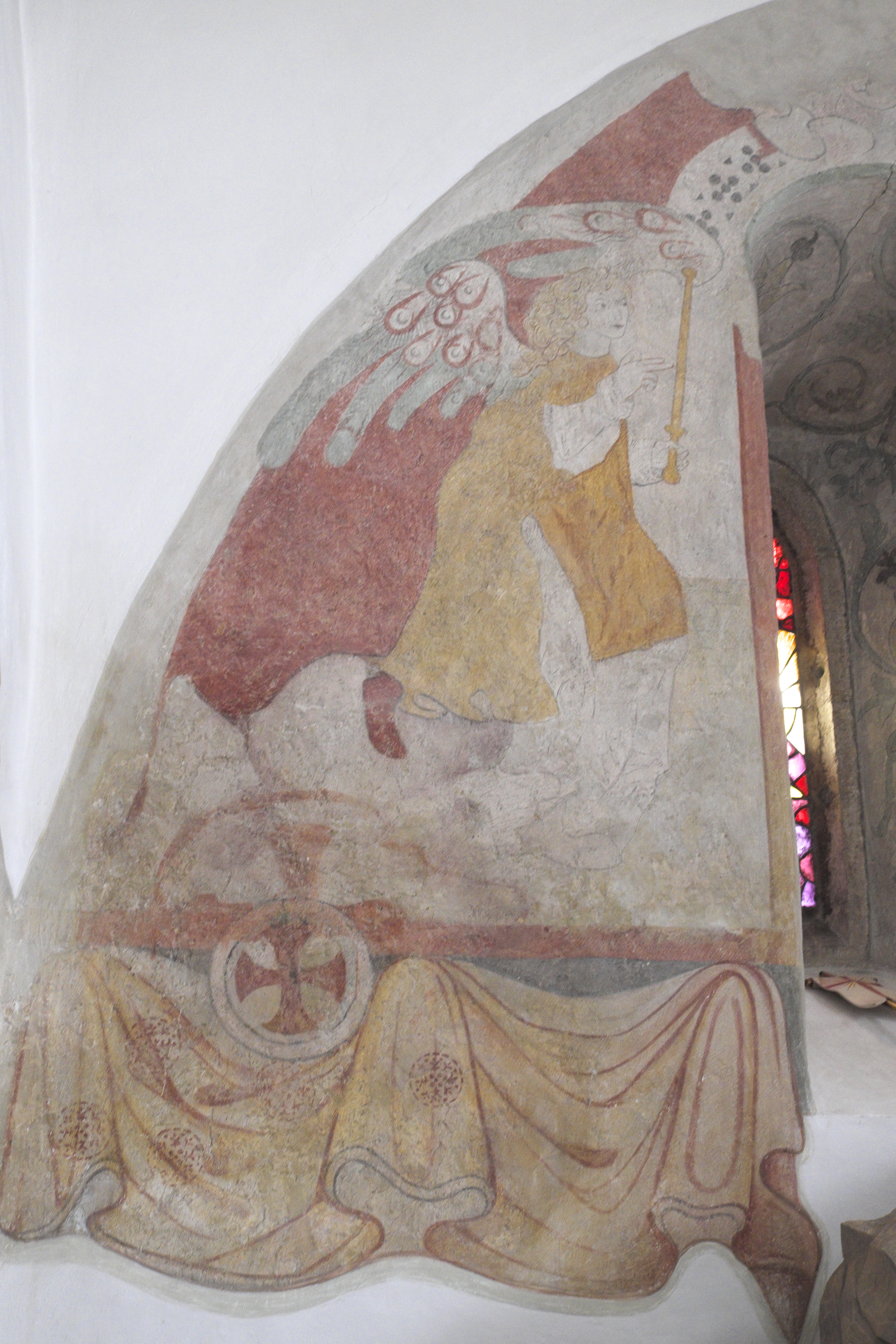
Erzengel Gabriel der Verkündigungsszene
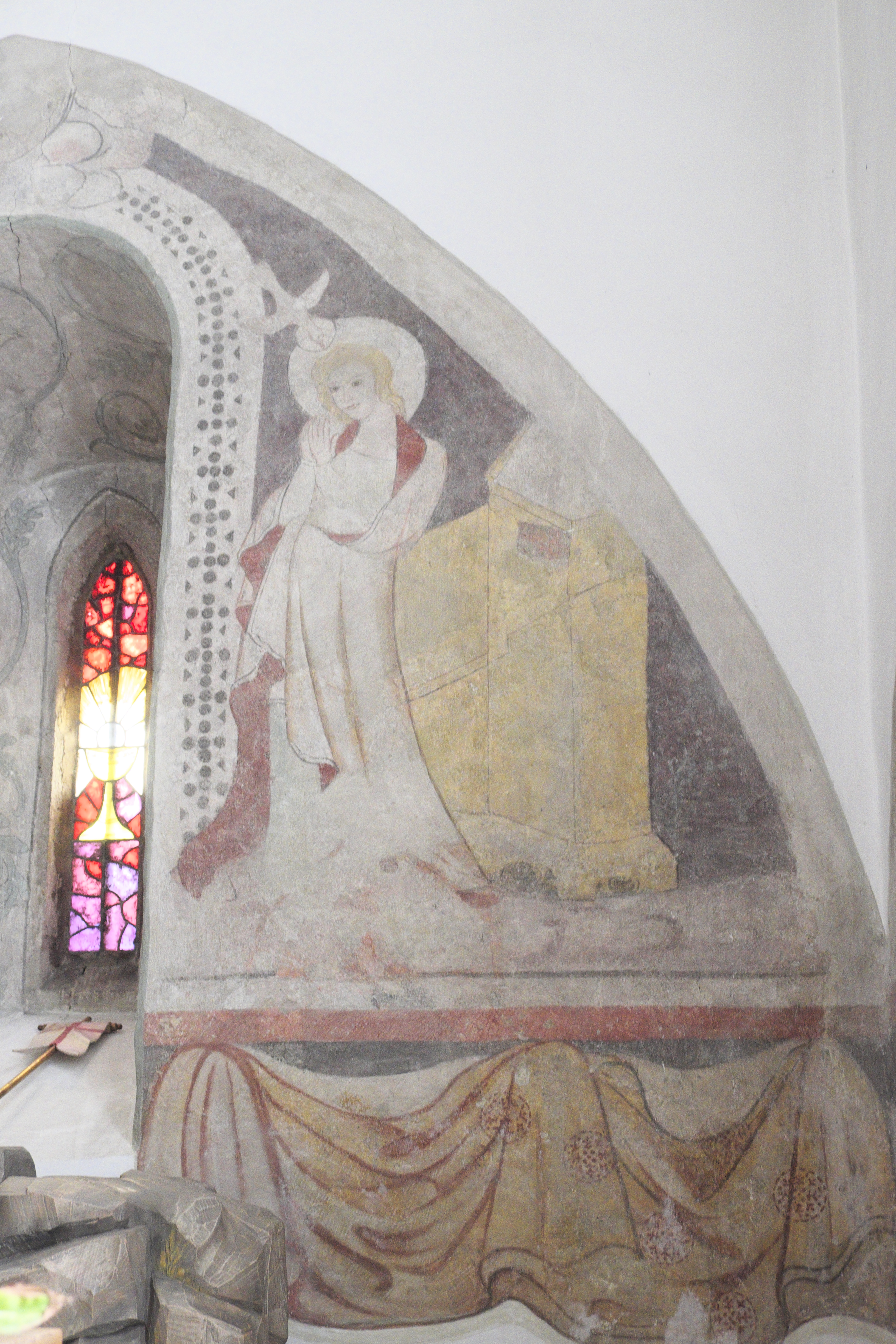
Maria der Verkündigungsszene
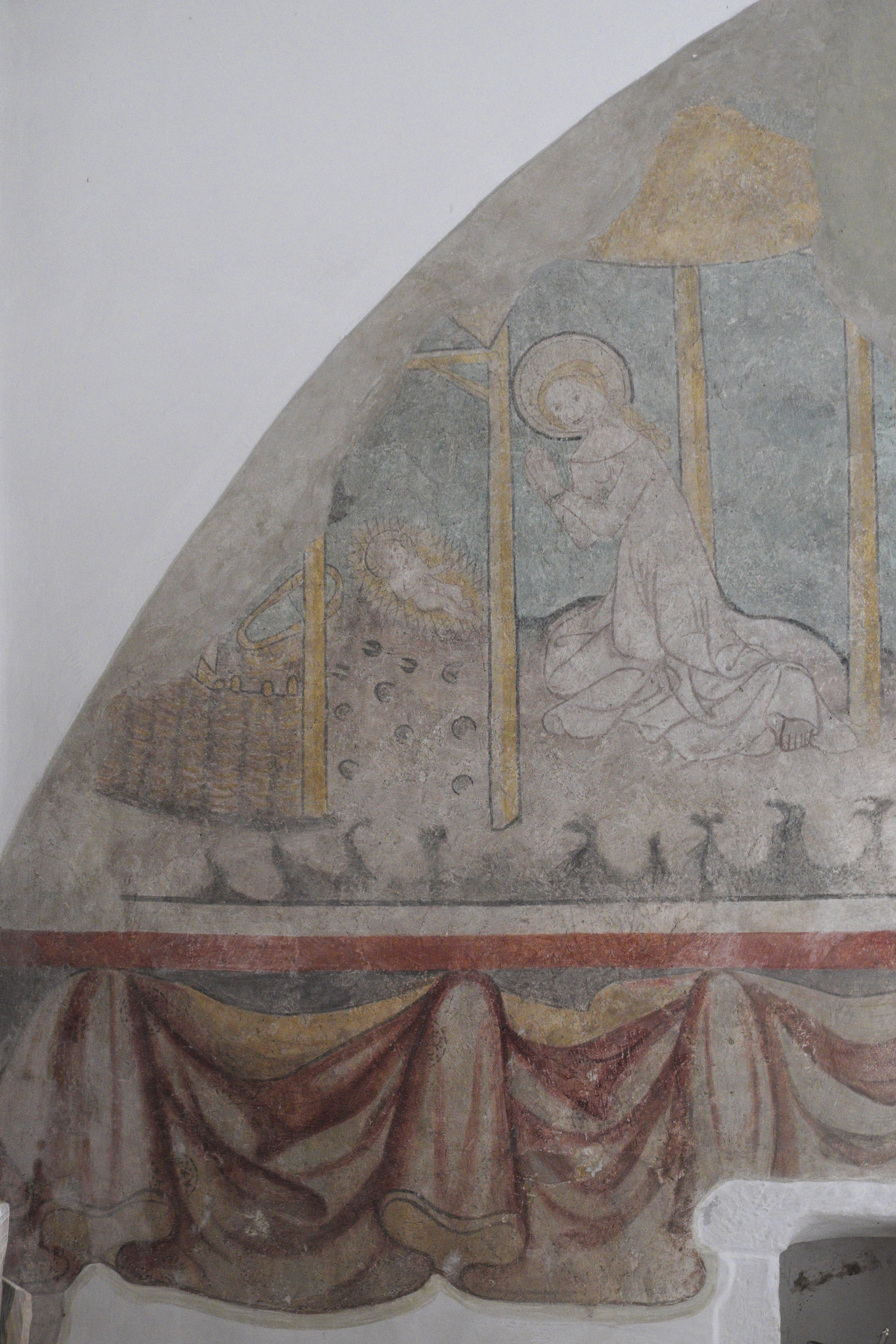
Geburt Christi
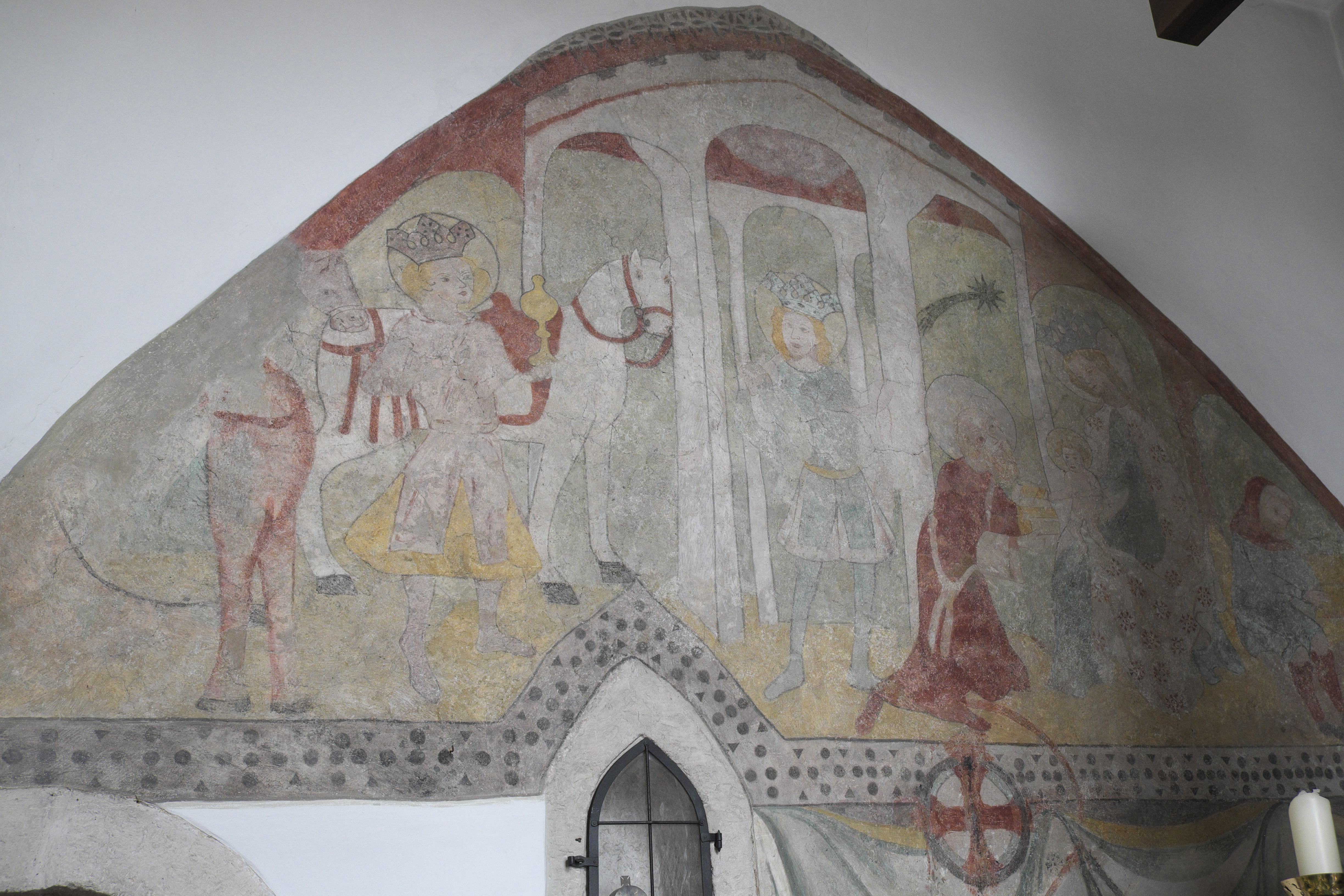
Anbetung der Heiligen Drei Könige

## Ausstattung

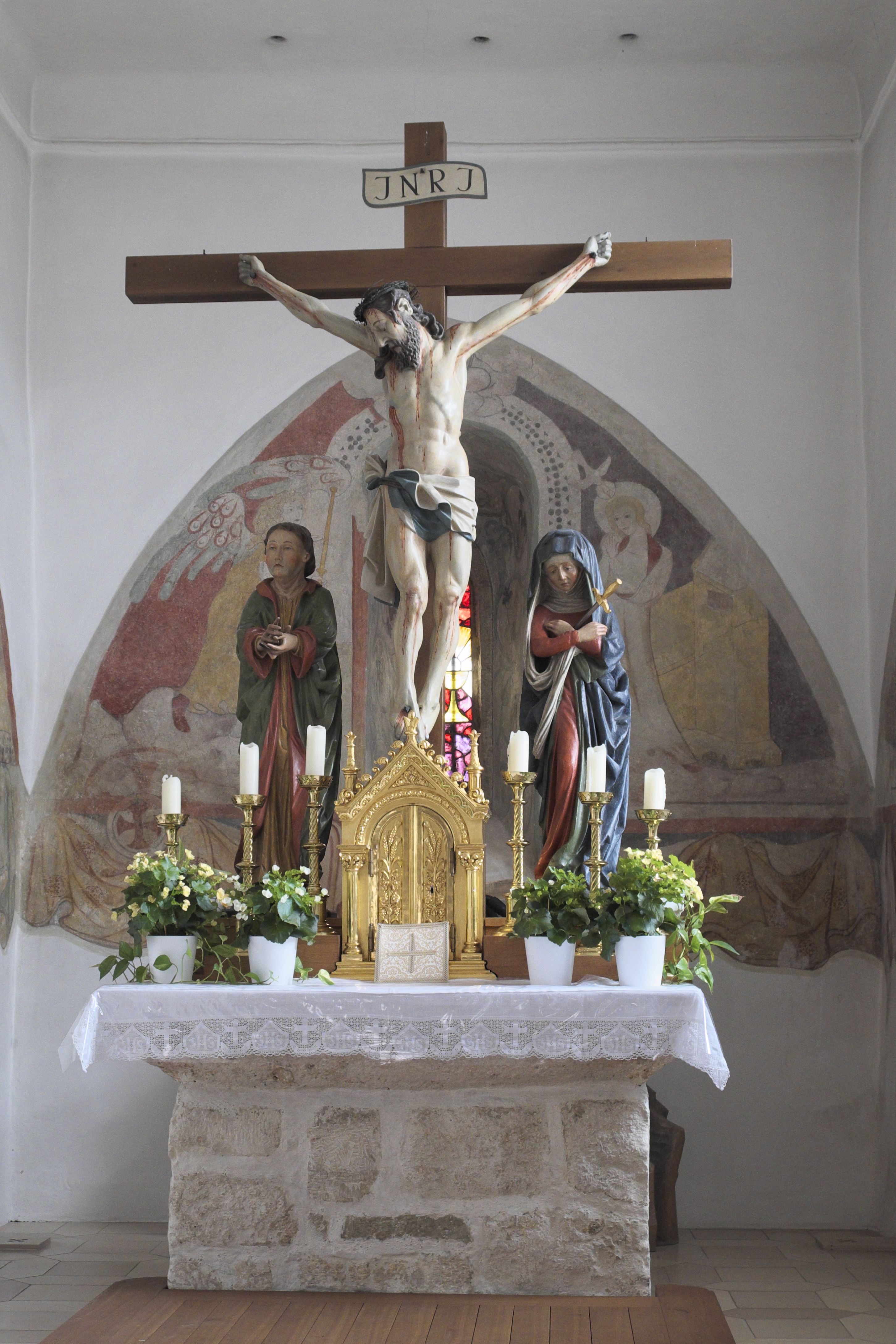
Kruzifix, Johannes und Mater dolorosa

- Das Kruzifix am Altar stammt aus dem 18. Jahrhundert. Seitlich stehen die Figuren des Johannes und der schmerzhaften Muttergottes.
- Die Schnitzfigur der Madonna mit Kind wird um 1470/90 datiert, die Figur Johannes des Täufers um 1460/80. Eine weitere Heiligenfigur stammt aus der Zeit um 1450.

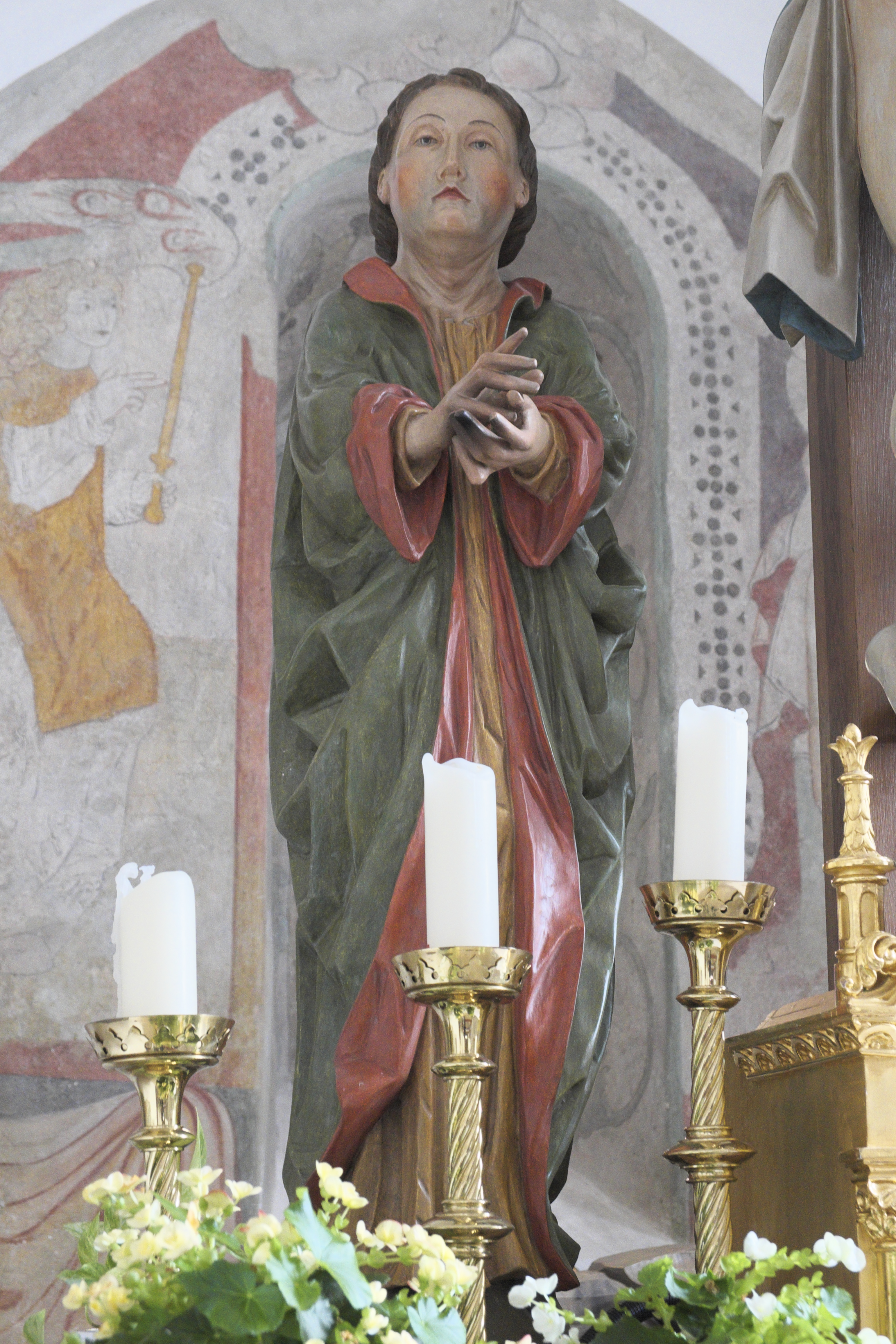
Johannes
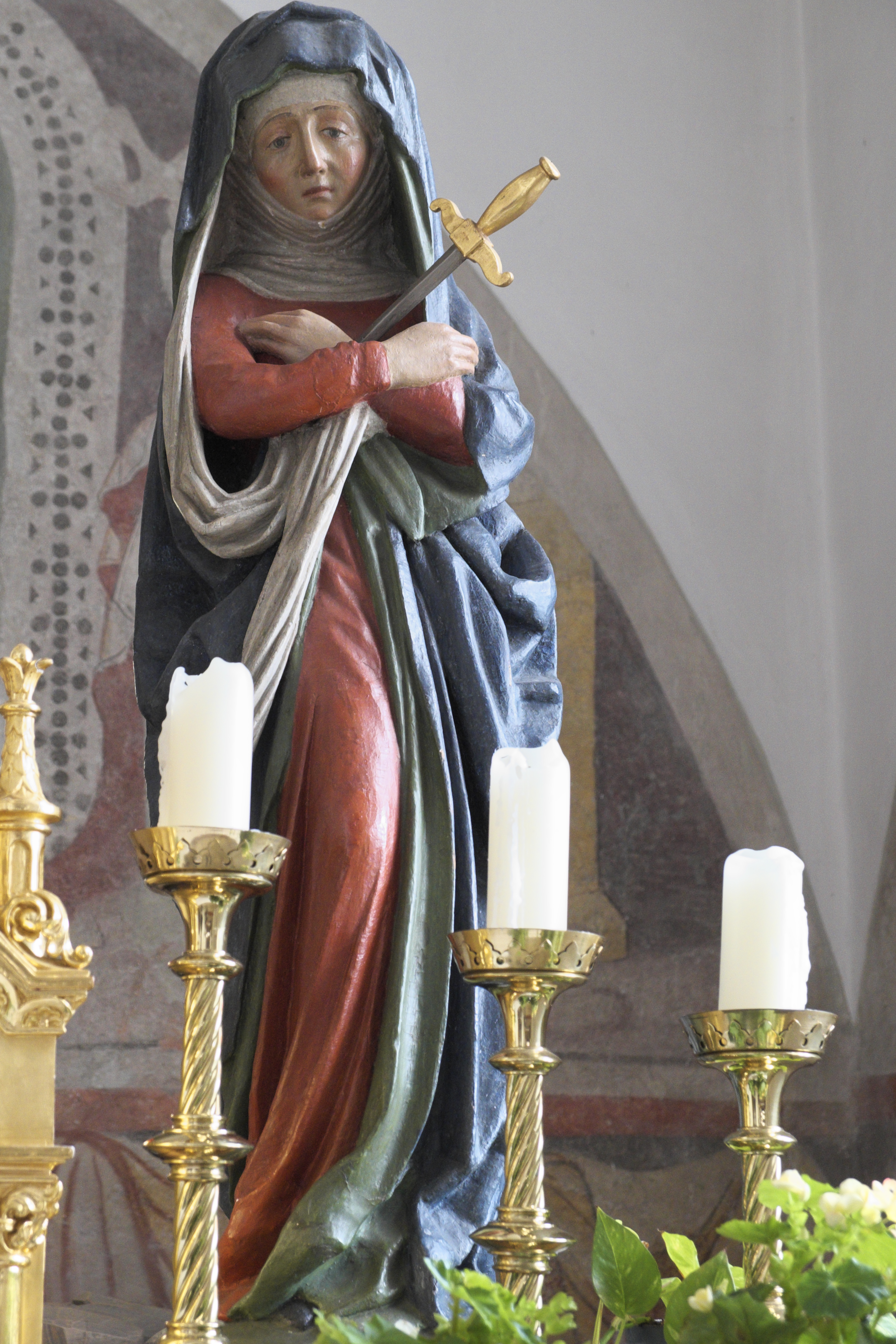
Schmerzhafte Muttergottes
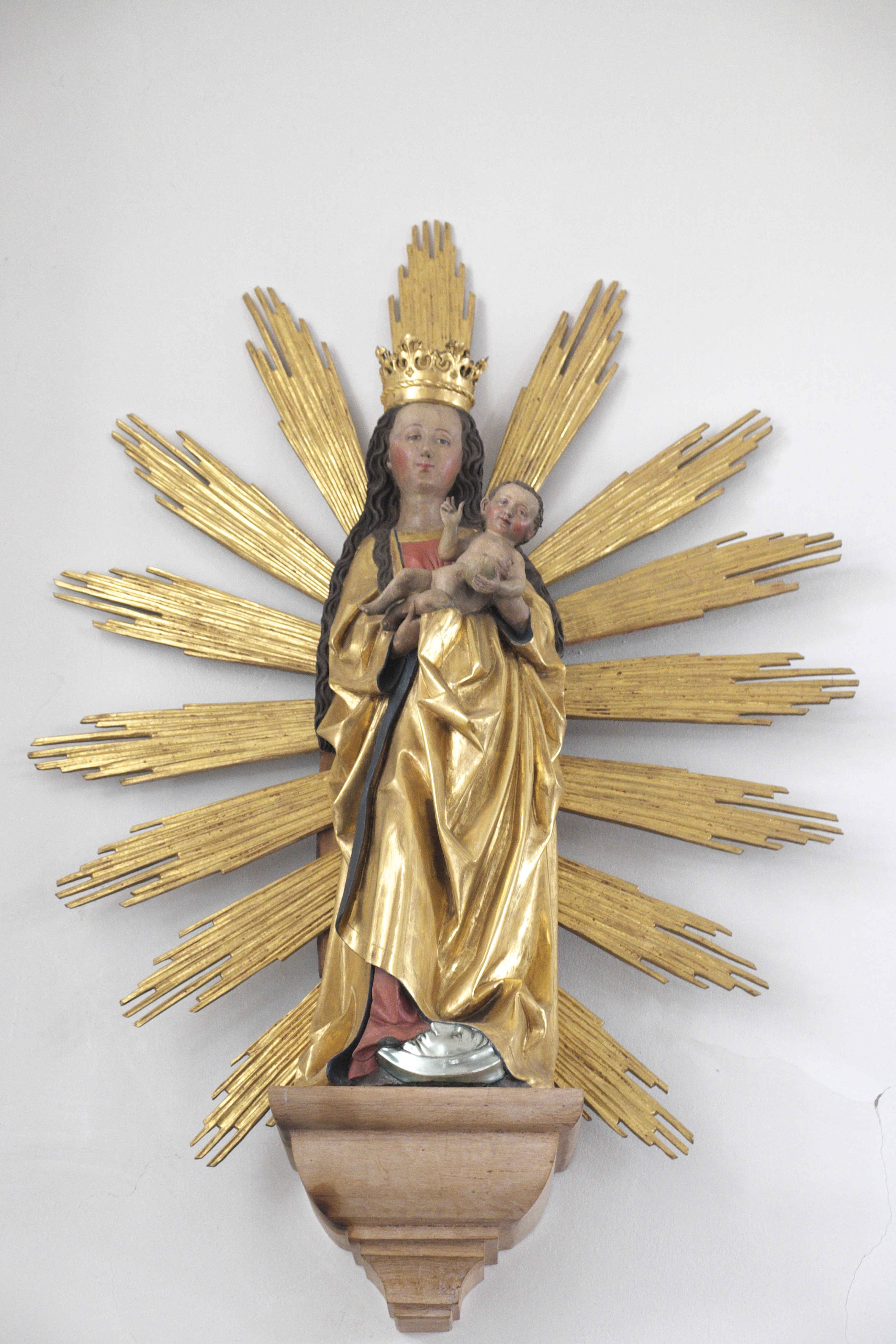
Madonna mit Kind
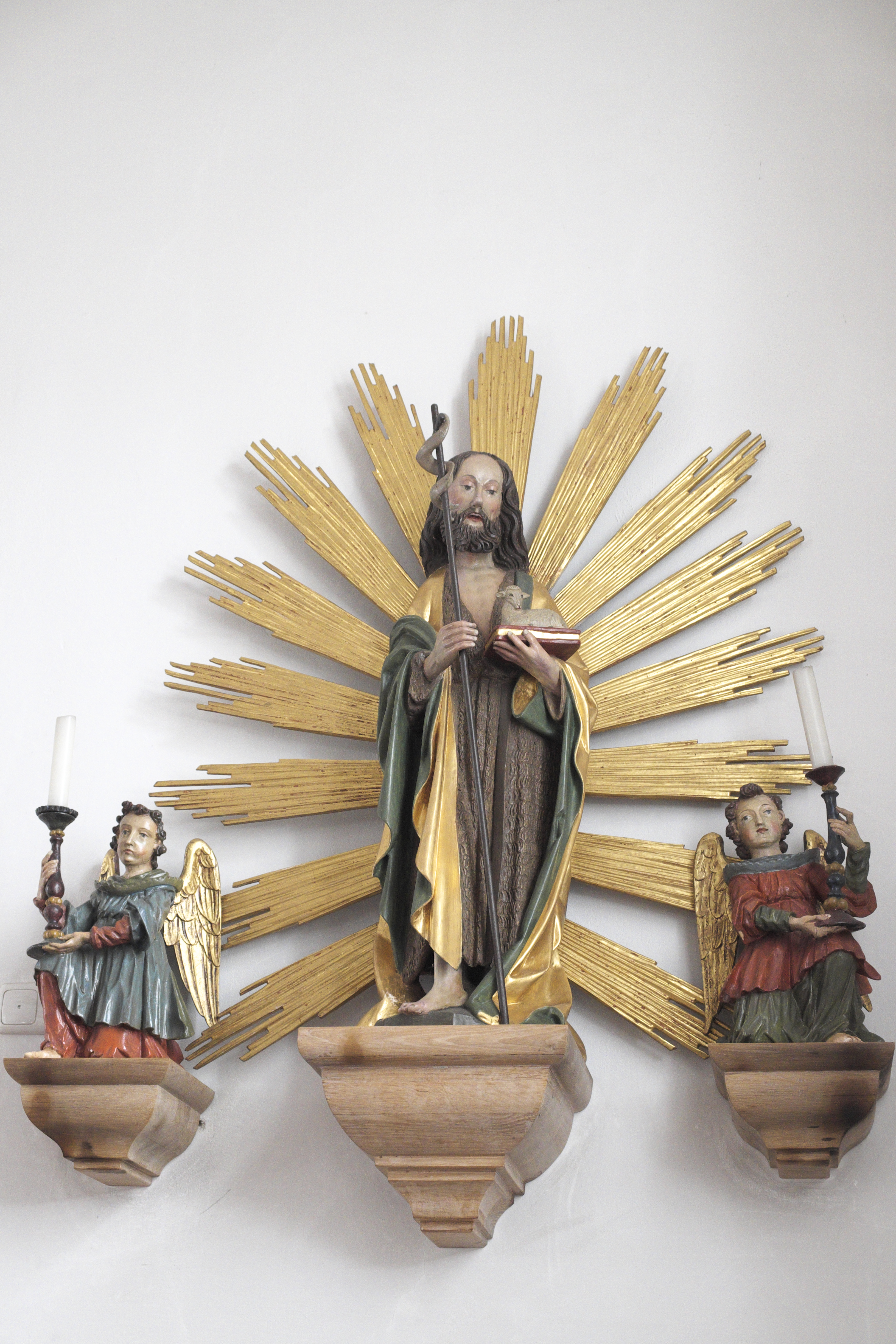
Johannes der Täufer

## Orgel

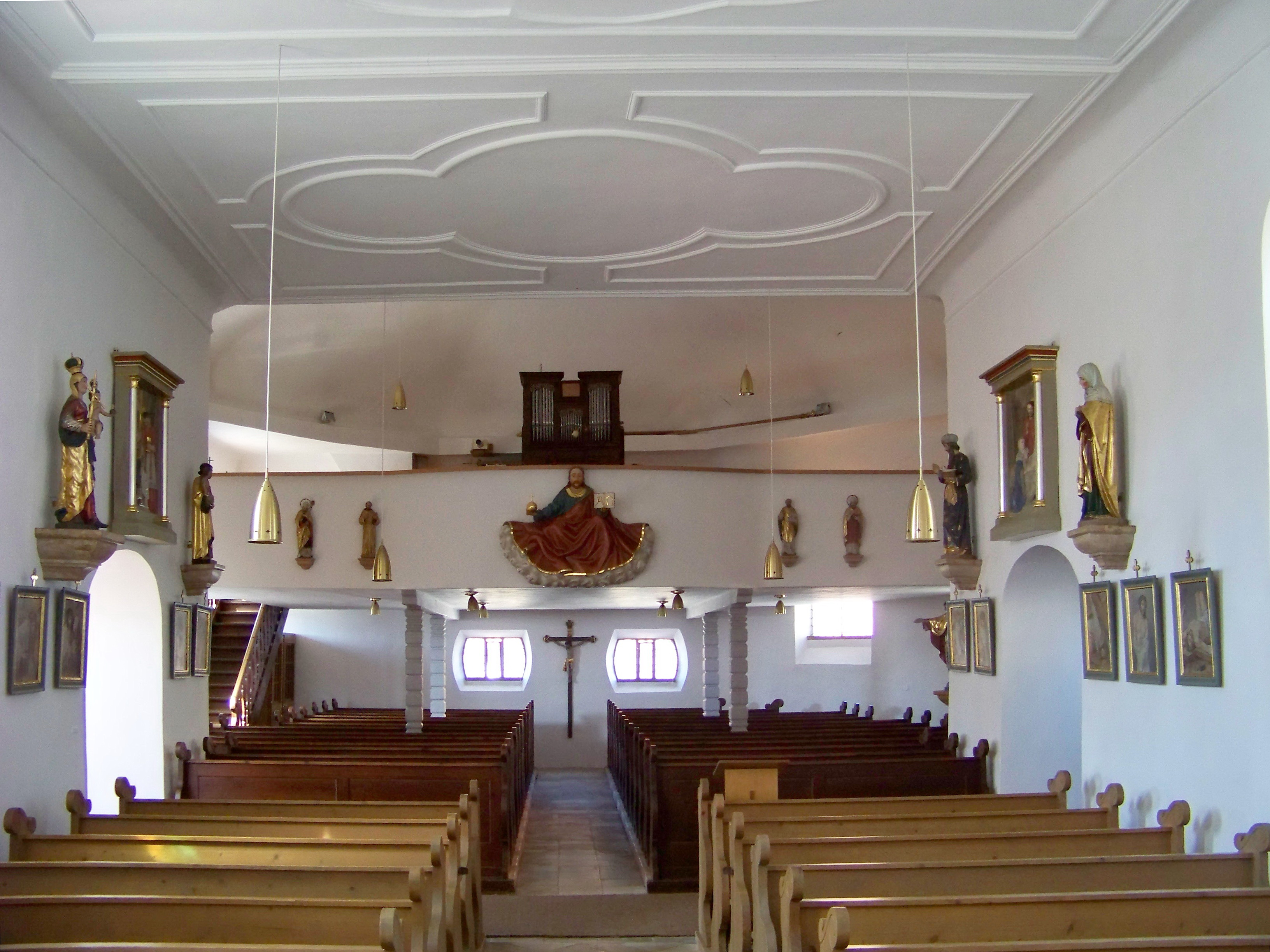
Empore mit der alten Orgel (2010)

Im September 2014 wurde die neue Orgel in der Einmußer Kirche eingeweiht. Diese Orgel war im Jahr 1986 von dem Orgelbauer Georges Heintz in Schiltach im Schwarzwald als opus 91 für die evangelische Blumhardt-Kirche im Stuttgarter Stadtbezirk Bad Cannstatt angefertigt und nach Aufgabe dieser Kirche im Jahr 2012 mit den anderen Ausstattungsstücken verkauft worden. Sie wurde von der Orgelbauwerkstatt Rudolf Kubak in Augsburg in die Kirche von Einmuß eingebaut. Die alte Einmußer Orgel, die 1845 für die damals noch kleinere Kirche geschaffen worden war, erwies sich für die in den 1920er Jahren wesentlich vergrößerte Empore als zu klein. Nach dem Erwerb der neuen Orgel wurde das bisherige Instrument in der alten Pfarrkirche St. Jakob in Kelheimwinzer aufgestellt.

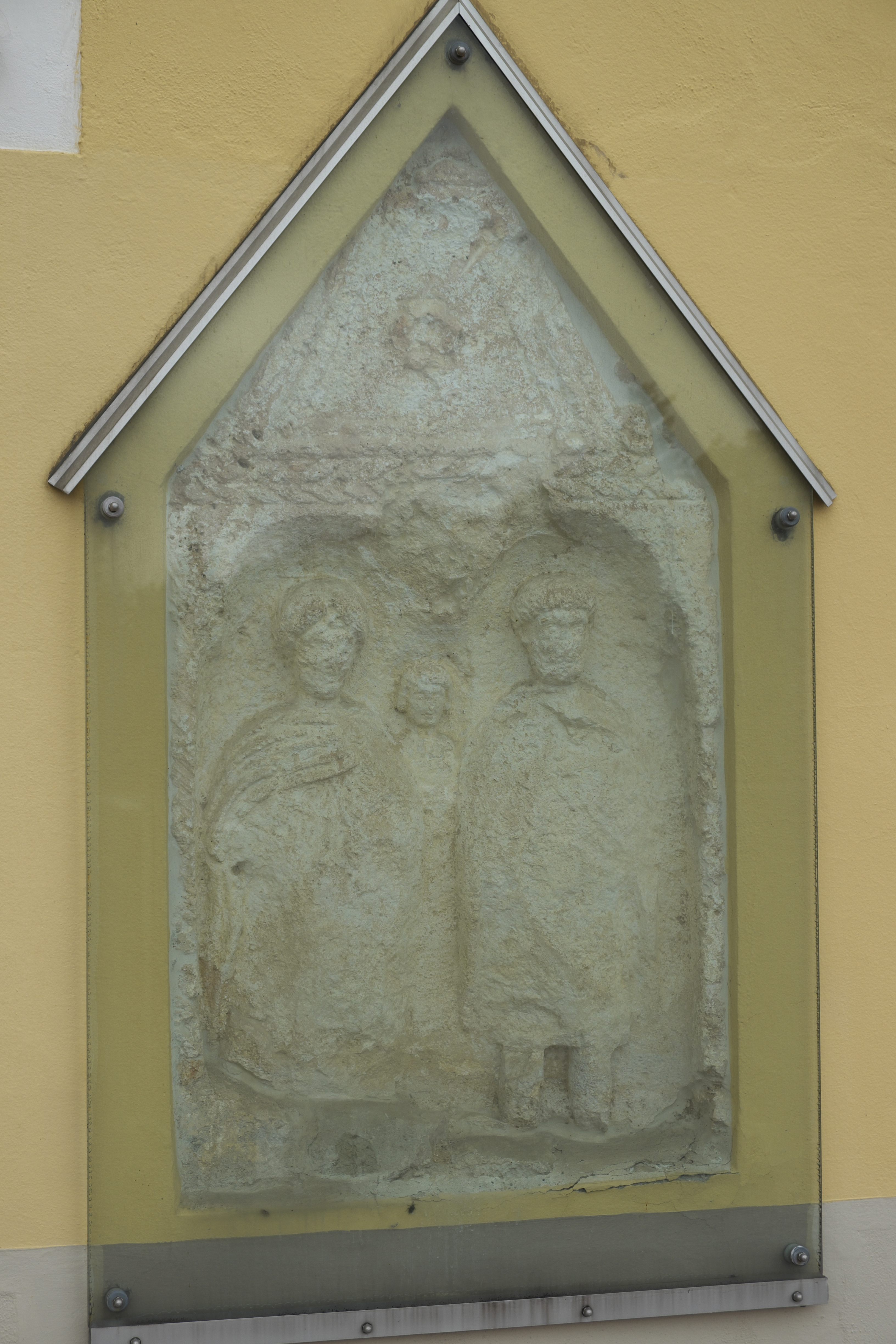
Römischer Grabstein

## Römischer Grabstein
An der Südseite des Langhauses ist in der Außenmauer ein römischer Grabstein eingelassen. Er wird in das Ende des 2. Jahrhunderts n. Chr. datiert und weist das Relief einer Familie auf.